# Tucker Richardson
Tucker Allen Richardson (Flemington, Nueva Jersey; 15 de agosto de 1999) es un baloncestista estadounidense que pertenece a la plantilla del equipo belga del Brussels Basketball de la BNXT League. Con 1,98 metros de estatura, juega en la posición de alero.

## Trayectoria deportiva

### Universidad
Jugó cinco temporadas con los Raiders de la Universidad Colgate, en las que promedió 11,2 puntos, 5,1 rebotes, 4,0 asistencias y 1,4 robos de balón por partido. En su temporada senior fue incluido en el mejor quinteto de la Patriot League, después de promediar 12,7 puntos y 5,7 rebotes por partido.
Richardson decidió utilizar el año adicional de elegibilidad otorgado a los atletas universitarios que jugaron en la temporada 2020 debido a la pandemia de coronavirus y regresar a Colgate para una quinta temporada. Fue elegido Jugador del Año de la Patriot League, mejor defensor y atleta del año de la conferencia.

### Profesional
Tras no ser elegido en el Draft de la NBA de 2023, el 21 de junio firmó su primer contrato profesional con el equipo finlandés del BC Nokia de la Korisliiga. Promedió 16,5 puntos, 7,4 rebotes, 4,7 asistencias y 1,8 robos por partido, proclamándose campeón de liga.
El 1 de agosto de 2024 fichó por el Brussels Basketball de la liga conjunta belga y neerlandesa BNXT League.